# Karel-Willem Verschaeren
Karel-Willem Verschaeren (Mechelen, 25 juli 1881 – aldaar, 24 oktober 1928) was een Belgisch kunstschilder.

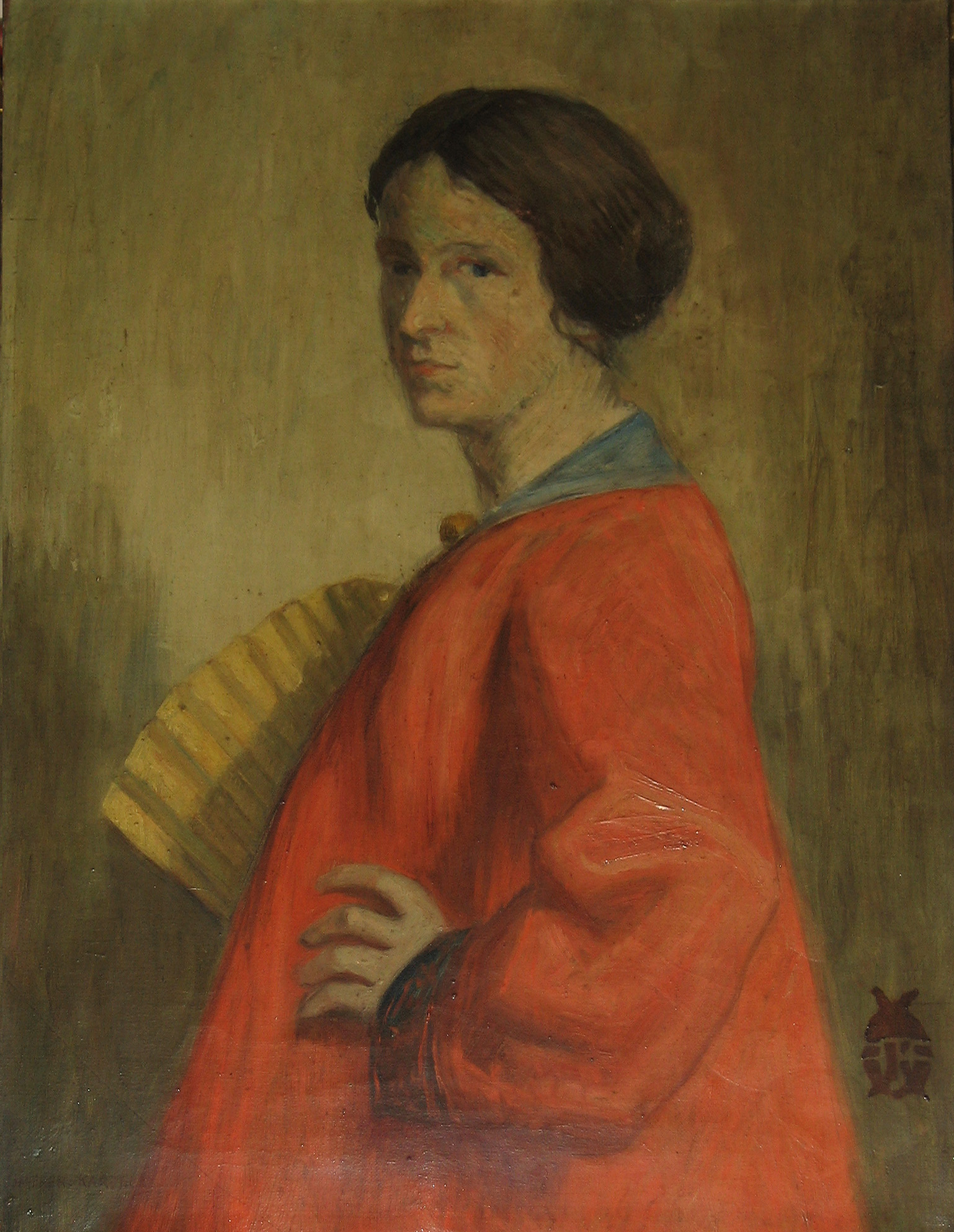
Portret van Bertha met waaier en Japanse kimono

## Persoonsgegevens
Hij was de zoon van Willem Verschaeren, schilder en vanaf 1890 schildersgast in de Spoorwegarsenaal te Mechelen, en van Constantina Dirickx en was de vijfde in een gezin van acht kinderen. Zijn broers Bartholomeus Verschaeren (gezegd Barth Verschaeren) en Theodoor Verschaeren werden beide ook kunstschilder. Hij huwde op 23 mei 1916 New York met Bertha de Blezer († Mechelen 1962).

## Levensloop

### Studiejaren
Verschaeren kende een eenvoudige, maar gelukkige jeugd in een volkse Mechelse wijk. Na het bezoek van de lagere school werd hij schrijnwerker in het Mechelse Spoorwegarsenaal. Daar vervaardigde hij houten onderdelen voor spoorwegwagons.
Zijn kunstenaarschap kwam pas laat tot stand en groeide eigenlijk uit bewondering voor het picturale kunnen van zijn oudere broer Theodoor. Op 20-jarige leeftijd (1901) begon Verschaeren avondlessen te volgen aan de Mechelse Kunstacademie. Zijn leraars waren er, naast directeur J.W. Rosier, J. Coene, C. de Bruyne, J. Willems en V. van Dyck. De verhouding tussen Verschaeren en directeur Rosier was ronduit slecht. Rosier met zijn behoudsgezinde kunstconcept botste voortdurend met de naar vernieuwing zoekende Verschaeren Dit ontaardde in plagerijen over en weer en gaf zelfs aanleiding tot de tijdelijke uitsluiting van Verschaeren. In 1906 werd Verschaeren lid van de “Mechelse kunstenaarsvereniging "De Distel"”, die gematigd-progressief georiënteerd was en waarvan o.a. H. Schaepherders, Th. Blickx, E. Wauters, G. Nelissen, Ch. Bonaugure, E. Wijnants, A. van Beurden, A. Kernkamp en Verschaerens broer Theodoor lid waren. “De Distel”, die slechts enkele jaren zou bestaan, richtte in 1906 en 1907 enkele tentoonstellingen in te Mechelen. In de tentoonstelling van februari 1907 stelde Verschaeren kunst tentoon in de trant van de 17de-eeuwse Hollandse interieurmeesters.

### De blik verbreden
Met vrije spoorkaartjes, waarover hij als werknemer bij de Spoorwegen beschikte, kon Verschaeren gemakkelijk reizen naar het nabije buitenland om er musea te bezoeken. In april 1907 gaf hij zijn vaste baan als schrijnwerker bij de Spoorwegen op in ruil voor een vrij, maar onzeker kunstenaarsbestaan. Hij vestigde zich onmiddellijk in Amsterdam. Hij hoopte er én als zelfstandig kunstenaar én als kopiist van meesterwerken uit het Rijksmuseum en elders aan de kost te komen. Het eerste viel relatief goed mee, het tweede helemaal niet.
Via Johanna Versteeg, een lid van de familie bij wie hij in Amsterdam in pension was, openden zich Amerikaanse perspectieven: zij was voor korte tijd naar Amerika (New York) getrokken, en door haar enthousiaste reisverslagen groeide toen bij Verschaeren reeds de verleiding om ook eens aan de andere zijde van de oceaan zijn geluk te gaan beproeven. Tijdens dit eerste Amsterdamse verblijf ging hij een relatie aan met een Haagse verpleegster, Henriëtte Bouvri, die zelf een kunstliefhebster en verdienstelijke amateur-schilderes was; die relatie hield drie jaar stand. Terug te Mechelen, leerde hij Bertha de Blezer kennen, een kantwerkster met bredere belangstelling. Het kwam eveneens tot een relatie.
Van april tot september 1908 verbleef hij een tweede maal in Amsterdam, ditmaal met meer succes dan de eerste keer; hij kreeg nu wel de kans meesterwerken in het Rijksmuseum te kopiëren, en via contacten met handelaars en museumbezoekers breidde hij zijn activiteiten uit met restauratiewerk. In de vooroorlogse jaren heeft hij ook nog langere tijd verbleven in Valenciennes en in München en maakte hij enkele studiereizen samen met zijn broer Barth, o.a. naar Berlijn, waarbij het heen traject grotendeels te voet werd afgelegd. De band met broer Barth zou steeds zeer hecht blijven.

### De Eerste Wereldoorlog
Bij het uitbreken van de Eerste Wereldoorlog in augustus 1914 vluchtten Verschaeren en zijn familie in de richting van de kust. De familie geraakte onderweg snel verspreid. Verschaeren en zijn broer Barth kwamen tot in Oostende en scheepten daar in naar Engeland. Ze vonden onderdak te Londen, waar ze met het geld dat ze op zak gestoken hadden, zo goed en kwaad als het ging, trachtten te overleven. Beiden werkten er vaak in de omgeving van West Hampstead en maakten tekeningen, aquarellen en pastels. Een schilderij van het hoofdaltaar van de Londense kerk St.Jude-on-the-Hill, nog steeds ter plaatse bewaard, getuigt van zijn Londense tijd.
Barth zou in februari 1915 in stilte via Nederland terugkeren naar Mechelen, bezorgd als hij was om het lot van zijn achtergebleven moeder. Verschaeren bleef voorlopig in Londen, waar hij een nieuwe cliënteel opgebouwd had voor restauratiewerk en waar zijn persoonlijk werk ook enig succes kende. Ook zijn vriendin was naar Engeland gevlucht. Samen maakten ze plannen om naar Amerika te trekken, niet alleen om daar een nieuw leven op te bouwen, maar ook om aan oproeping voor het leger (hij was vóór de oorlog bij loting van legerdienst vrijgesteld) te ontsnappen.

### Amerika
Karel-Willem Verschaeren vertrok eerst alleen, om de toestand ter plaatse te verkennen. Na enkele moeilijke startmaanden, als gevelschilder geraakte hij, ondernemend als hij was, toch over het eerste heen. Opnieuw bouwde hij zich tijdens bezoeken aan musea en veilingszalen een cliënteel op voor restauratiewerk. Zijn vriendin Bertha de Blezer kwam ook over en in mei 1916 huwden ze in New York. Bertha nam er haar beroep van kantwerkster weer op. Ze nam deel aan tentoonstellingen en maakte kennis met de Amerikaanse kantspecialiste Marian Powys, met wie ze lang zou samenwerken. Verschaeren schilderde in Amerika eigen artistiek werk, maar nam ook opdrachten aan, om oude meesters in musea te kopiëren; hij werkte als restaurateur van schilderijen en kocht tegen lage prijzen zelf beschadigde schilderijen op om ze na restauratie met winst te verkopen. Het ging hem relatief goed voor de wind.
Na de oorlog keerde Verschaeren terug naar Mechelen. Hij begon er een antiekzaak met als basismateriaal een hele voorraad schilderijen en antiquiteiten die hij uit Amerika liet overkomen. Het waren stukken die hij in de voorbije jaren bijeen had verzameld. Geregeld ging hij naar Londen om zijn zaak verder te bevoorraden. In oktober 1920 vertrok hij opnieuw naar Amerika, daar hij besefte dat hij in België niet dezelfde financiële perspectieven had als in de V.S.A. Wellicht had hij ook te veel van de grootstad geproefd om in het provinciale Mechelen nog te kunnen aarden. Niet alleen zijn vrouw maar ook zijn broer Barth reisden mee aan boord van de “Finland”. Zij maakten heel wat schetsen van het grauwe bestaan van de emigranten op de tussendekken.
Geassisteerd door Barth, herbegon Verschaeren zeer snel met zijn restauratiewerk en verdiende er goed mee. Een aanzienlijk deel van zijn inkomen investeerde hij opnieuw in kunstvoorwerpen en antiek en in reizen. Met de graficus William George Reindel uit Ohio sloot hij levenslange vriendschap. In de persoon van Albert L. Hassis, een schatrijke Amerikaan van Duits-Joodse afkomst die als manager werkzaam was in een afdeling van de Joseph Dixon Crucible Company, hadden de beide broers Verschaeren een ware vriend en bewonderaar die hen financieel en materieel steunde en hun interessante contacten voor kopieer- en restauratiewerk verschafte.
In 1922 namen Verschaeren en zijn broer Barth deel aan de Sixth Annual Exhibition of the Society of Indenpendant Artists in het Waldorf-Astoria Hotel te New York. Het was een monstertentoonstelling met 491 deelnemers en 896 tentoongestelde werken. Verschaeren stelde er een doek “The eternal vamp” tentoon. De catalogus geeft als adres van de broers 60, West 36th Street, New York op.
In het najaar van 1922 verhuisden ze naar een comfortabeler appartement: 107, West 47th Street. Ze richtten het in als een waar museum en hadden zo een gepast kader om hun restauratiecliënteel te ontvangen. Voor hun restauraties en kopieerwerk reisden ze trouwens door een groot deel van de V.S.A. Anno 1923 nam Verschaeren deel aan het Spring Salon in de Galleries of the American Art Association in New York met een werk, getiteld “Magdalene”. In deze grote tentoonstelling met honderden inzendingen waren ook een dertigtal werken van Pablo Picasso te zien.

### De latere jaren
In 1923 verzwakte Verschaerens gezichtsvermogen als een van de eerste symptomen van ziekte. Toch ondernam hij in december 1923 nog gans alleen een rondreis door Canada (Toronto, Niagara Falls…) en het Noorden van de V.S.A. In april keerden de snel zieker wordende Verschaeren en zijn vrouw, in het gezelschap van broer Barth en diens vrouw, naar Mechelen terug, waar zij een antiek- en restauratiezaak openden op de Veemarkt 78. Barth assisteerde weerom voor de restauraties. Voor zijn antiekzaak putte Verschaeren opnieuw uit de enorme collectie kunstvoorwerpen die hij in de V.S.A. had gekocht. Daaronder waren er nogal veel Chinese en Japanse voorwerpen, die vaak het onderwerp vormen van de stillevens die hij in die tijd – met veel moeite – schilderde. Stilaan verergerden de ziekte en de blindheid. Verschaeren overleed in 1928.

## Oeuvre
Het eigen oeuvre van Verschaeren bestaat uit portretten, figuren, landschappen, interieurs en stillevens. Ze zijn gematigd modern en houden veeleer vast aan het realisme dan dat ze overhellen naar b.v. het postimpressionisme of het expressionisme. Daarnaast vervaardigde hij veel kopieën en pastiches naar oude meesters. Zelf zei hij in zijn pastiches discreet zijn kever-monogram verwerkte. Ook al rekent men daarbij nog het restauratiewerk mee, dan komen we toch nog tot de conclusie dat zijn eigen oeuvre niet zeer uitgebreid kan zijn.
Verschaeren was niet gewoon zijn schilderijen met zijn naam te signeren. Hij gaf de voorkeur aan het gebruik van een speciaal monogram: een gestileerde meikever met op de dekschilden de letters K en V. Vanwege de relatieve onbekendheid van Verschaeren worden vele van zijn werken – uit onwetendheid – aan anderen toegeschreven.
Verschaeren behoort net als zijn twee broers tot die talrijke kunstenaars uit de eerste decennia van de twintigste eeuw, die braken met het academisch realisme of met het postimpressionisme, zonder echter volledig en radicaal aan te leunen bij avantgardistische tendensen zoals toentertijd het expressionisme. Hun stijl evolueerde naar een intermediaire positie. Een gelijkaardige instelling komt voor bij meer tijdgenoten van Verschaeren, hoewel vaak alleen tijdens een bepaalde periode in hun evolutie: A. Carte, P. Hagemans, A. Oleffe, J. de Vuyst, E. Feront, L. Janssen, A. Martin, R. Robert, F. Harmignie, V. de Budt e.v.a.